# 岩田三史

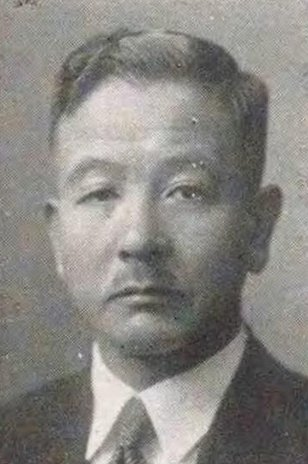
岩田三史

岩田 三史（いわた さんし、1890年（明治23年）12月3日 - 1973年（昭和48年）9月3日）は、大正から昭和期の医師、政治家。貴族院多額納税者議員、埼玉県川口市長、川口市名誉市民。

## 経歴
埼玉県北足立郡川口町（現在川口市）で、川口屈指の大地主・岩田武三郎、いよ の長男として生まれた。浦和中学校（現埼玉県立浦和高等学校）、第四高等学校第三部を経て、1919年（大正8年）九州帝国大学医学部を卒業。同医学部副手、東京帝国大学医学部細菌学教室研究生となり、医学博士号を取得した。その後、帝国女子医学薬学専門学校（現在の東邦大学）教授、額田内科病院副院長を務めた。
1931年（昭和6年）6月4日、補欠選挙で貴族院多額納税者議員に選出され、1932年（昭和7年）9月28日まで在任。1933年（昭和8年）4月1日に川口市が成立すると、初代市長に選出され同年6月12日に就任し、市章の制定、新町名の決定、第1回学校体育祭の開催、市広報紙の発行などを推進し、1934年（昭和9年）10月7日に市長を退任。1939年（昭和14年）9月29日、貴族院多額納税者議員に再度就任し、交友倶楽部に所属して1946年（昭和21年）4月13日まで在任した。その後、公職追放となる。
その他、埼玉新聞社社長を務めた。